# Лі Віджон
Лі Віджон (кор.: хангиль: 이위종; 1884—1924(?), англ. Yi Ouitjyong, також Yi Wi-jong) — корейський дипломат і військовий офіцер. Російською його звуть як Володимир Сергійович Лі (Владимир Сергеевич Ли). Його батько Лі Помджин був політиком. Брав участь у Першій світовій війні в чині підпоручика російської імператорської армії та служив на Східному фронті. Після Першої світової війни Лі Віджон приєднався до більшовиків і під час громадянської війни в Росії воював у Червоній армії.

## Життєпис
Лі народився в 1884 році. У 1907 році він, Лі Чжун і Лі Сан Сул були делеговані імператором Коджоном для участі в Другій мирній конференції в Гаазі. На той час Лі Віджон добре володів сімома мовами. Однак корейцям було заборонено приєднатися до конференції через заперечення Імперської Японії як верховної азійської сили того часу. За сприяння Асоціації журналістів Лі зміг виступити англійською мовою перед 150 журналістами в Гаазі щодо вторгнення Японії в Корею та його недійсності. Лі Віджон поховав Лі Чжуна в Гаазі та поїхав до Сполучених Штатів із Лі Сан Сулом, а звідти до Владивостока та Санкт-Петербурга.
У 1911 році, після самогубства батька, він став військовим офіцером російської імператорської армії та брав участь у Першій світовій війні. Після початку Жовтневого перевороту та підписання Брест-Литовського договору Лі приєднався до більшовиків і під час громадянської війни в Росії воював у Червоній армії. У процесі він перервав будь-яке спілкування зі своєю колишньою аристократичною дружиною та членами своєї родини. Воював під Іркутськом проти білої армії Олександра Колчака. Після війни до 1924 року служив апаратником у Красноярську та Читі. Про життя Лі Віджона після 1924 року відомо небагато.

## Сім'я
Його батько Лі Помджин був корейським політиком і дипломатом. У 1906 році він одружився з російською дворянкою Елізабетою Ноельке (1888—1942). Подружжя мало трьох доньок; Віру (1906—1920), Ніну (1909—1940), Зену (1912-?). Їхні нащадки досі живуть у Росії.